# Résolution 462 du Conseil de sécurité des Nations unies
Membres permanents
- Chine
- États-Unis
- France
- Royaume-Uni
- URSS

Membres non permanents
- Allemagne de l'Est
- Bangladesh
- Jamaïque
- Mexico
- Niger
- Norvège
- Philippines
- Portugal
- Tunisie
- Zambie

Résolution no 461 Résolution no 463
La résolution 462 du Conseil de sécurité des Nations unies fut adoptée le 9 janvier 1980. Après avoir examiné un point à l'ordre du jour du Conseil et vu l'absence d'unanimité parmi ses membres permanents, le Conseil a décidé de convoquer une réunion d'urgence de l'Assemblée générale des Nations unies pour discuter l'invasion soviétique de l'Afghanistan.
Deux jours avant l'adoption de la résolution 462, l'Union soviétique avait opposé son veto à un projet de résolution précédent. Au cours des débats sur le projet de résolution, certains membres du Conseil ont souligné la gravité de la situation et qu'elle justifiait un débat à l'Assemblée générale.
La résolution a été adoptée par 12 voix contre deux (Allemagne de l'Est, Union soviétique), et une abstention de la Zambie.
À la suite de la résolution, la sixième session extraordinaire d'urgence de l'Assemblée générale des Nations unies a eu lieu.